# Перерахуйте свою зміну
Перерахуйте свою зміну (англ. Count Your Change) — американська короткометражна кінокомедія режисера Альфреда Дж. Гулдінга 1919 року.

## У ролях
- Гарольд Ллойд — Гарольд
- Снуб Поллард — Біллі Балліон
- Бібі Данієлс —  міс Флігті
- Семмі Брукс
- Воллес Хоу
- Бад Джеймісон
- Ді Лемптон
- Марія Москвіні
- Фред С. Ньюмейер